# 설앵초
설앵초(학명: Primula modesta)는 한국 각처의 높은 산에 나는 여러해살이풀이다.

## 생태
줄기는 곧게 서고, 꽃줄기는 길이 15cm 가량이며 잎은 밑동에서부터 밀생하며 잎자루가 있고, 대체로 구둣주걱 모양이다. 가장자리에 이 모양의 톱니가 있고 뒷면은 흰 연두색의 가루를 덮어쓴 것 같다. 꽃은 엷은 자주색으로 꽃줄기 끝에 산형꽃차례를 이루고, 꽃자루는 길며, 작은 포가 있다. 수술 5개, 암술 1개, 화관통 속에 숨겨져 있다. 열매는 삭과로 통 모양이며 5갈래로 갈라진다.